# Comme les amours
Comme les amours (titre original en espagnol : Los enamoramientos) est un roman espagnol de Javier Marías publié originellement en 2011 et en français en août 2013 aux éditions Gallimard.

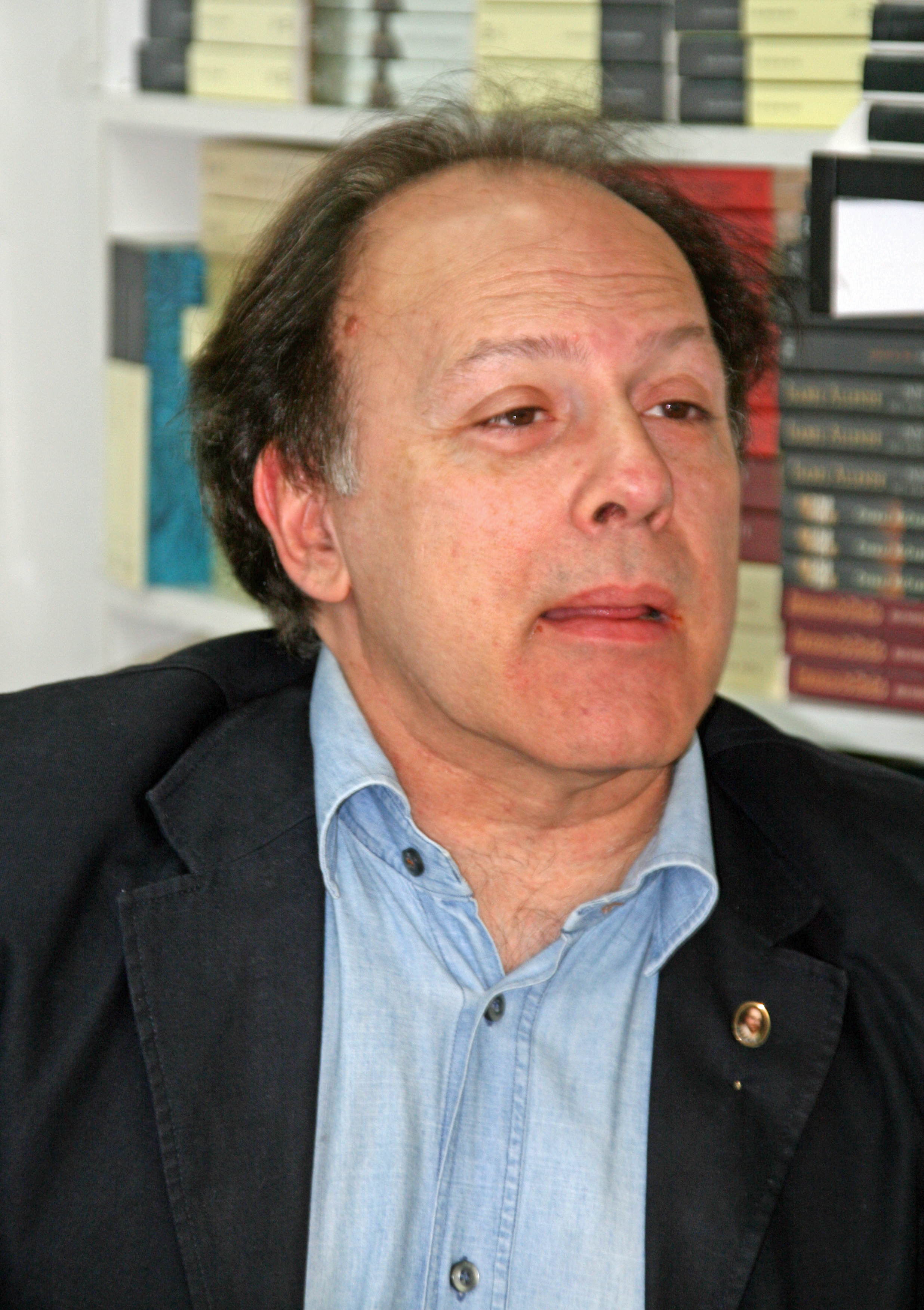
Javier Marías en 2008

## Résumé
Le roman raconte l'histoire de María Dolz, lectrice dans une maison d'édition, qui observe chaque matin dans le café où elle prend son petit déjeuner un couple d'amoureux qui, par sa complicité et sa gaieté, lui semble contraster avec les personnages de romans médiocres qui remplissent son quotidien professionnel. Du jour au lendemain, le couple cesse de venir et María apprend dans le journal les circonstances de leur absence. L'homme, Miguel Deverne, qui dirige une société de production cinématographique, a été poignardé par un sans-abri. María et la veuve Luisa se rapprochent passagèrement et María fait la connaissance du meilleur ami de Miguel, Javier Díaz-Varela, par lequel elle se laisse séduire. Toutefois, la sollicitude avec laquelle Javier se préoccupe de Luisa lui semble suspecte. María découvre au hasard d'une conversation épiée entre Javier et un ami qu'il existe un rapport entre Javier et la mort de Miguel. Javier avoue avoir manipulé le sans-abri pour qu'il commette le crime, justifiant celui-ci par une maladie prétendument incurable dont souffrait Miguel. Prenant ses distances par rapport à Javier, María mène des recherches sur Internet pour en apprendre plus sur le crime et s'étonne qu'aucun des journalistes n'ait mentionné un diagnostic sur la maladie de Miguel. Javier voulait-il se débarrasser d'un rival ? Deux ans plus tard, lors d'un repas d'affaires, María aperçoit à une table du restaurant Javier et Luisa portant les mêmes alliances.

## Techniques narratives
Le roman a pour thème une histoire d'amour mystérieuse où les frontières entre réalité et illusion ne cessent de s'estomper. Il n'est pas conçu comme un roman policier, mais aborde des problématiques éthiques fondamentales, telles que l'impunité et la justifiabilité d'un crime ou la place qu'occupent les morts auprès des vivants. L'action est réduite à un minimum, mais à elle s'ajoute « la somme sans fin des pensées et de leurs revirements, des intentions, des intuitions, des éclats de désir ou de mémoire, des hypothèses, des possibles demeurés inaccomplis ». Comme dans bien d'autres de ses romans, Javier Marías s'y entend à dérouter le lecteur par des situations équivoques que son style sait si bien refléter, car à la fin, rien n'est plus comme on se l'imaginait au début. Par ses démarches d'investigation, le personnage principal, María Dolz, réservée, mais consciente des pouvoirs qu'elle détient, met le doigt sur les intrigues et les défaillances qui se cachent derrière l'amour. L'histoire  se déroule en grande partie dans les pensées et les raisonnements de María, qui se perd de plus en plus en d'inextricables cheminements et conjectures mêlant curiosité, suspicion et désappointement, et qui nous livre ses réflexions tantôt comme observatrice, à la première personne, tantôt comme protagoniste face à ses interlocuteurs.
Le roman, le seul où Javier Marías met en scène une femme comme personnage principal, se nourrit d'éléments autobiographiques tirés des milieux que fréquente l'auteur (éditeurs, conférenciers, écrivains fantômes). La connaissance approfondie de ces milieux confère aux passages s'y référant une authenticité particulière.

## Intertextualité
Dans Comme les amours, Javier Marías instaure le dialogue avec Balzac et le personnage du colonel Chabert, « la figure du disparu exemplaire que l'on pleure longtemps, mais dont l'absence finit par être si bien comblée que sa réapparition devient terriblement encombrante pour les siens ». Ici, Deverne est tué pour que Javier puisse épouser sa veuve, chez Balzac, Chabert est déclaré mort à l'issue d'un combat sanglant pour que sa veuve puisse épouser un aristocrate. Les morts ont donc bien tort de revenir, écrit Balzac, et Marías développe « avec brio tous les plis contenus dans cette affirmation pour en offrir une relecture moderne ».

## Distinctions
Comme les amours a été traduit en 18 langues et sacré en Espagne Livre de l'année 2011. Le prix littéraire Premio Nacional de Narrativa lui a été décerné en 2012, mais son auteur a refusé de le recevoir.

## Éditions
- Éditions Alfaguara, 2011
- Éditions Gallimard, 2013  (ISBN 978-2070138739).